# Rivolta di Asen e Pietro
La rivolta di Asen e Pietro (in bulgaro Въстание на Асен и Петър?) fu un'insurrezione guidata dai Bulgari e dai Valacchi che vivevano in Mesia e sui Monti Balcani, allora parte del thema del Paristrion dell'Impero bizantino, causata da un aumento delle tasse. Iniziata il 26 ottobre 1185, giorno della festa di San Demetrio di Tessalonica, si concluse con l'indipendenza della Bulgaria e con la creazione del Secondo Impero Bulgaro, governato dalla dinastia degli Asen.

## Storia
Isacco II Angelo, al fine di raccogliere fondi per il suo matrimonio con Margherita, una delle figlie del re Béla III d'Ungheria, impose una nuova imposta che ricadeva pesantemente sulla popolazione dei monti Hemo. La popolazione locale inviò due rappresentanti, tali Pietro e Asen, a negoziare con l'imperatore a Kypsella (odierna İpsala) in Tracia. Essi chiesero di essere inseriti nelle file dell'esercito bizantino e di ricevere una terra (Pronoia) nei pressi dei monti Hemo per avere il reddito monetario necessario a pagare l'imposta. Il rifiuto fu netto e Pietro e Asen vennero trattati in modo assolutamente irrispettoso, evento che li spinse a pianificare lo scoppio di una ribellione.
Al loro ritorno, molti degli abitanti non erano tuttavia disposti a unirsi all'insurrezione. I fratelli Pietro e Asen costruirono a Tarnovo una chiesa dedicata a Demetrio di Tessalonica, tradizionalmente considerato patrono della città bizantina di Salonicco, affermando che il Santo aveva smesso di sostenere i Bizantini: «Dio aveva deciso di liberare i Bulgari e il popolo valacco e di togliere il giogo che avevano sopportato per tanto tempo». Questo convinse i loro seguaci ad attaccare le città bizantine, catturando prigionieri e bestiame. Preslav, capitale del Primo Impero Bulgaro, fu saccheggiata e fu dopo questo episodio simbolico che Pietro assunse le insegne di zar (o imperatore).
Nella primavera del 1186, Isacco iniziò una controffensiva, avendo all'inizio ebbe successo. Durante l'eclissi solare del 21 aprile 1186, i Bizantini attaccarono in maniera aggressiva i ribelli, molti dei quali fuggirono a nord del Danubio, entrando in contatto con i Cumani. In un gesto simbolico, Isacco II entrò nella casa di Pietro e prese l'icona di San Demetrio, riconquistando così il favore del santo. Ancora sotto la minaccia di un'imboscata dalle colline, Isacco tornò precipitosamente a Costantinopoli per celebrare la sua vittoria. Così, quando gli eserciti dei Bulgari e dei Valachi tornarono, rafforzati dai loro alleati cumani, trovarono la regione sguarnita e riconquistarono non solo il loro vecchio territorio, ma l'intera Mesia, un passo importante verso la creazione di un nuovo Stato bulgaro.
L'imperatore affidò la campagna a suo zio, Giovanni Ducas, che ottenne diverse vittorie contro i ribelli ma poi si ribellò a sua volta. Al suo posto subentrò il cognato dell'imperatore, Giovanni Cantacuzeno, un buon stratega ma poco pratico delle tattiche di guerriglia utilizzate dai montanari. Il suo esercito cadde in un'imboscata, subendo gravi perdite, dopo aver incautamente inseguito il nemico sulle montagne.
Il terzo generale incaricato di combattere i ribelli fu Alessio Brana, che a sua volta si ribellò e si rivoltò contro Costantinopoli. Isacco lo sconfisse con l'aiuto di un secondo cognato, Corrado del Monferrato, ma questa guerra civile aveva allontanato l'attenzione sui ribelli e Isacco poté inviare un nuovo esercito solo nel settembre 1187. I Bizantini ottennero alcune piccole vittorie prima dell'inverno, ma i ribelli, aiutati dai Cumani e utilizzando le loro tattiche sulle montagne, rimanevano ancora in vantaggio.
Nella primavera del 1187, Isacco attaccò la fortezza di Loveč, ma non riuscì a conquistarla dopo tre mesi di assedio. Le terre tra i monti Hemo ed il Danubio erano ormai perdute per l'Impero bizantino, il che portò alla firma di una tregua, riconoscendo di fatto il dominio di Asen e Pietro sul territorio, con la conseguente creazione del Secondo Impero Bulgaro. L'unica consolazione dell'imperatore fu quella di tenere in ostaggio la moglie di Asen e un certo Giovanni (il futuro Kalojan di Bulgaria), fratello dei due nuovi capi dello Stato bulgaro.